# Renan Marques
Renan Augustinho Marques (sinh ngày 8 tháng 3 năm 1983) là một cầu thủ bóng đá người Brasil thi đấu cho Khon Kaen ở Thai League 2.